# Kwoczenie
Kwoczenie – zespół objawów u kwoki wywołanych chęcią wysiadywania jaj i wodzenia piskląt. Występowanie kwoczenia, o ile się go nie przerwie, powoduje przerwę w nieśności trwającą do 7 tygodni. Objawy te pojawiają się pod wpływem wydzielania przez przedni płat przysadki mózgowej hormonu – prolaktyny. 

## Objawy kwoczenia
- przerwa w nieśności,
- podwyższona temperatura ciała,
- charakterystyczny głos,
- uporczywe siedzenie w gnieździe.

## Warunki sprzyjające występowaniu kwoczenia
- pozostawianie jaj w gniazdach,
- podwyższona temperatura otoczenia,
- nierównomierne oświetlenie powierzchni kurnika (szczególnie zaciemnione kąty).

Oprócz różnic osobniczych w obrębie rasy istnieją różnice między poszczególnymi rasami w skłonności do występowania kwoczenia. Wynika to z różnej intensywności wydzielania prolaktyny oraz różnej wrażliwości na ten hormon. Obecnie większość rodów wyselekcjonowanych na wysoką nieśność ma tę niepożądaną cechę zupełnie wyeliminowaną.